# Malbec
El malbec N o côt N (/ko/) és una Varietat vinífera negra francesa. És una varietat de l'AOC Cahors, on representa almenys el 70 % del total. És àmpliament conreada a l'Argentina i Xile.

## Noms i etimologies
Aquesta varietat és coneguda amb els noms d'Auxerrois (al Quercy), Bouchalès (a Alta Garona), Cot o Côt (Loira), Mauzat, Noir de Pressac (Libournais), Mancin, Soumancigne i finalment Malbec (Bordelès). Aquesta última denominació és utilitzada pel vi de Cahors.
- El nom Auxerrois ve de la ciutat d'Auxerre; podria de fet tractar-se d'una deformació de Haute Serre a prop de Cahors (a l'Òlt) tot i que no hi ha documents que testifiquin aquesta confusió;[2]
- el nom Cot (com el de Cau o Coq) és una cacografia de cor, cors (1783-1784), cos, o una deformació de Cahors (1800);
- el nom Malbec (1783-1784) és manllevat a un negociant, anomenat Malbeck, que el va difondre al Médoc.[3]

## Origen i expansió

### Història
El malbec o cot ha donat el seu nom a la família de les Cotoides, grup de varietats originaries del sud-oest de França. És així cosí del tannat N o de la negrette N. És igualment fill del prunelard N: l'any 2009, un equip d'investigadors de l'INRA de Montpeller i de la Universitat de Califòrnia Davis ha provat que el côt N és descendent d'un mestissatge entre el prunelard N i la magdeleine negra de les Charentes N.
Segons l'ampelògraf Pierre Galet, els seus orígens serien de la Borgonya i hauria estat trasplantat cap a la vall del Loira al Renaixement. A Bordeus, ha representat fins al 80 % dels vinyers de Blaye i Bourg abans de la fil·loxera. La necessitat d'empelts li ha causat molts problemes: ha esdevingut molt sensible a la putrefacció i massa productiu. Només el terreny calcari del Quercy li ha permès conservar bones qualitats. La selecció clonal ha permès disminuir el problema de degoteig fisiològic.
Avui, és la varietat vinícola imprescindible del vinyer de Cahors. És classificat com a recomanat a molts departaments del Sud-oest i del Llenguadoc. És conreat, però actualment poc estès a la vall del Loira (AOC Touraine i Rosé d'Anjou).

### Conreus al món
En regressió a França, la seva superfície plantada era de 5.300 hectàrees l'any 1994; Es va reduir a la meitat entre 1958 i 1994. El malbec va ser introduït a l'Argentina per l'agrònom francès Michel Pouget l'any 1868. S'ha adaptat particularment bé en aquell terreny i dona vins tan fins com al sud-oest de França. Després d'haver arribat a 50.000 hectàrees, el vinyer argentí de malbec cobreix avui 25.000 hectàrees. També hi ha 6.000 ha a Xile així com vinyers a Califòrnia, a Austràlia, a Nova Zelanda i a Itàlia. En el pla gustatiu, els vins sud-americans descendents de la varietat malbec comparteixen algunes de les característiques dels vins de Cahors, tenint una aromàtica més exuberant deguda a la vegada a l'altitud i a les pràctiques enològiques.

## Caràcters ampelogràfiques

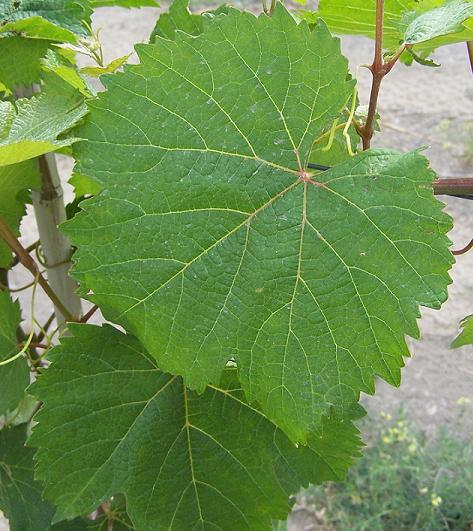
Fulla de côt N. A destacar la branca vermellosa

- Extremitat de la branca jove cotonosa
- Joves fulles cotonoses, a continuació verdes amb franges bronzejades
- Fulles adultes senceres o trevolades, amb un sinus petiolar obert en U o en V, dents llargues i fines, un limbe onejat entre les nervadures, sota del limbe ratllat.
- A la tardor, el fullatge enrogeix parcialment